# Karate na Igrzyskach Azjatyckich 2014
Karate na Igrzyskach Azjatyckich 2014 odbywało się w dniach 2–4 października 2014 roku. Rywalizacja odbywała się w Gyeyang Gymnasium w Incheon w trzynastu konkurencjach.

## Podsumowanie

### Klasyfikacja medalowa
| Klasyfikacja medalowa | Klasyfikacja medalowa        | Klasyfikacja medalowa | Klasyfikacja medalowa | Klasyfikacja medalowa | Klasyfikacja medalowa |
| Miejsce               | państwo                      | Złoto                 | Srebro                | Brąz                  | Razem                 |
| --------------------- | ---------------------------- | --------------------- | --------------------- | --------------------- | --------------------- |
| 1                     | Japonia                      | 3                     | 1                     | 3                     | 7                     |
| 2                     | Iran                         | 3                     | 0                     | 2                     | 5                     |
| 3                     | Kazachstan                   | 2                     | 3                     | 1                     | 6                     |
| 4                     | Malezja                      | 2                     | 2                     | 2                     | 4                     |
| 5                     | Chińskie Tajpej              | 2                     | 0                     | 1                     | 3                     |
| 6                     | Kuwejt                       | 1                     | 1                     | 1                     | 3                     |
| 7                     | Chiny                        | 0                     | 2                     | 2                     | 4                     |
| 8                     | Uzbekistan                   | 0                     | 1                     | 2                     | 3                     |
| 9                     | Wietnam                      | 0                     | 1                     | 1                     | 2                     |
| 10                    | Arabia Saudyjska             | 0                     | 1                     | 0                     | 1                     |
| =                     | Hongkong                     | 0                     | 1                     | 0                     | 1                     |
| =                     | Indonezja                    | 0                     | 1                     | 0                     | 1                     |
| =                     | Jordania                     | 0                     | 1                     | 0                     | 1                     |
| 14                    | Korea Południowa             | 0                     | 0                     | 4                     | 4                     |
| 15                    | Makau                        | 0                     | 0                     | 2                     | 2                     |
| 16                    | Laos                         | 0                     | 0                     | 1                     | 1                     |
| =                     | Nepal                        | 0                     | 0                     | 1                     | 1                     |
| =                     | Filipiny                     | 0                     | 0                     | 1                     | 1                     |
| =                     | Tajlandia                    | 0                     | 0                     | 1                     | 1                     |
| =                     | Zjednoczone Emiraty Arabskie | 0                     | 0                     | 1                     | 1                     |
| Razem                 | Razem                        | 13                    | 13                    | 26                    | 52                    |

### Medaliści
| Konkurencja   | 1. miejsce        | 2. miejsce             | 3. miejsce                               |
| Mężczyźni     | Mężczyźni         | Mężczyźni              | Mężczyźni                                |
| ------------- | ----------------- | ---------------------- | ---------------------------------------- |
| Kata          | Lim Chee Wei      | Fidelys Lolobua        | Issei Shimbaba Marwan Abdullah Al-Maazmi |
| do 55 kg      | Andrey Aktauov    | Abdullah Al-Harbi      | Sun Jingchao Senthil Kumaran Silvarajoo  |
| do 60 kg      | Amir Mehdizadeh   | Abdulrahman Al-Masatfa | Nguyễn Thanh Duy Lee Ji-hwan             |
| do 67 kg      | Hiroto Shinohara  | Rinat Sagandykov       | Kim Do-won Ali Abdulaziz                 |
| do 75 kg      | Saeid Hassanipour | Lee Ka Wai             | Gofurjon Zokhidov Songvut Muntaen        |
| do 84 kg      | Ryutaro Araga     | Hamad Al-Nweam         | Jang Min-soo Shakhboz Akhatov            |
| powyżej 84 kg | Rashed Al-Mutairi | Hideyoshi Kagawa       | Sengpheng Duangvilai Khalid Khalidov     |
| Kobiety       |                   |                        |                                          |
| Kata          | Kiyou Shimizu     | Nguyễn Hoàng Ngân      | Bimala Tamang Cheung Pui Si              |
| do 50 kg      | Ku Tsui-ping      | Yekaterina Khupovets   | Jang So-young Nasrin Dousti              |
| do 55 kg      | Wen Tzu-yun       | Sabina Zakharova       | Mae Soriano Miki Kobayashi               |
| do 61 kg      | Syakilla Salni    | Barno Mirzaeva         | Yin Xiaoyan Fatemeh Chalaki              |
| do 68 kg      | Guzaliya Gafurova | Tang Lingling          | Chao Jou Shree Sharmini Segaran          |
| powyżej 68 kg | Hamideh Abbasali  | Zeng Cuilan            | Ayumi Uekusa Paula Cristina Pereira      |